# Klehmara
× Klehmara, (abreviado Klma) en el comercio, es un híbrido intergenérico entre los géneros de orquídeas Diacrium × Laelia × Schomburgkia. Fue publicado en Orchid Rev. 98(1155, cppo): 10 (1990).